# Mihhail Selevko
Mihhail Selevko (* 20. November 2002 in Tallinn) ist ein estnischer Eiskunstläufer, der im Einzellauf antritt. Er ist der Estnische Meister der Jahre 2019 und 2023 und vertritt Estland in internationalen Wettbewerben.

## Persönliches
Mihhail Selevkos Eltern Galina und Anatoli Selevko stammen aus der Ukraine. Seine Mutter ist Buchhalterin, sein Vater ist Informatiker. Sein eineinhalb Jahre älterer Bruder Aleksandr Selevko ist ebenfalls Eiskunstläufer und vertrat Estland bei den Olympischen Winterspielen 2022.

## Sportliche Karriere

### Anfänge
Mihhail Selevko begann 2005 mit dem Eiskunstlauf. Er gewann zwischen 2017 und 2022 eine Bronze-, zwei Silber- und zwei Goldmedaillen bei den Estnischen Juniorenmeisterschaften. 2017 nahm er zum ersten Mal an den Estnischen Meisterschaften der Erwachsenen teil und belegte den 5. Platz.

### Die Brüder Selevko
Wegen ihres geringen Altersunterschieds treten Mihhail und Aleksandr Selevko bereits seit mehreren Jahren in derselben Wettbewerbsklasse an. Aleksandr wechselte zwei Jahre vor Mihhail von der Novizen- in die Juniorenklasse und entsprechend auch zu den Wettbewerben der Erwachsenen: Er nahm 2015 erstmals an den Estnischen Meisterschaften teil und in der Saison 2016/17 erstmals an internationalen Wettbewerben der Erwachsenen; Mihhail trat 2016/17 erstmals auf nationalem und 2019/20 auf internationalem Level unter den Erwachsenen an.
In dem sehr kleinen Wettkampffeld Estlands (in den letzten Jahren gab es bei den Estnischen Meisterschaften jeweils drei bis vier Teilnehmer im Einzellauf der Männer) sind die beiden Brüder die höchstplatzierten Sportler. Mihhail gewann die Goldmedaille 2019 und 2022, Aleksandr in den drei dazwischenliegenden Jahren. Auf internationalem Level traten die Brüder nur selten in denselben Wettbewerben an. Der estnische Eislaufverband entschied sich in der Regel, nur einen der beiden zu einem Wettbewerb anzumelden, auch dann, wenn zwei Teilnehmer aus Estland möglich gewesen wären. Bei ihren wenigen gemeinsamen Wettbewerben wie der Nebelhorn Trophy 2020 sowie dem Denis Ten Memorial Cup und dem Golden Spin of Zagreb 2021 platzierte sich Aleksandr höher als Mihhail – Ausnahme war die Tallinn Trophy 2019, in der Mihhail die Goldmedaille und Aleksandr die Silbermedaille gewann.
Für die Europa- und Weltmeisterschaften entschied sich der estnische Eislaufverband bis 2021 durchgehend für den insgesamt höher im Weltranking stehenden Aleksandr. In der Saison 2021/22 wählte der Verband Aleksandr Selevko als Vertreter Estlands bei den Olympischen Winterspielen aus, Mihhail Selevko als Vertreter bei den Weltmeisterschaften und Arlet Levandi, der erst in dieser Saison sein internationales Debüt hatte, für die Europameisterschaften.

### Weltmeisterschaften 2022
2022 nahm Mihhail Selevko zum ersten Mal an den Weltmeisterschaften teil. Mit seinem Kurzprogramm zu Nothing Else Matters von Metallica und seiner Kür zum Soundtrack des Films House of Flying Daggers, beide choreografiert von Denis Lunin, erreichte er insgesamt mit einer neuen persönlichen Bestleistung von 234,72 Punkten den 15. Platz. Bei den Juniorenweltmeisterschaften, die 2022 in seiner Geburtsstadt Tallinn stattfanden, war er Dritter nach dem Kurzprogramm, blieb aber wegen zweier Stürze in der Kür hinter seiner Bestleistung zurück und erreichte insgesamt den 6. Platz.

### 2022/23
In der Saison 2022/23 erhielt Selevko seine erste Einladung in die Grand-Prix-Serie. Bei Skate America belegte er den 11. Platz. Er wurde zum zweiten Mal Estnischer Meister und wurde sowohl zu den Europameisterschaften als auch zu den Weltmeisterschaften 2023 entsandt. Bei den Europameisterschaften erreichte er den 8. Platz und sicherte damit einen zweiten Startplatz für Estland bei den Europameisterschaften 2024. Bei den Weltmeisterschaften erreichte er Platz 17.

## Ergebnisse
| Meisterschaft / Saison               | 16/17 | 17/18 | 18/19 | 19/20 | 20/21 | 21/22 | 22/23 | 23/24 |
| ------------------------------------ | ----- | ----- | ----- | ----- | ----- | ----- | ----- | ----- |
| Weltmeisterschaften                  |       |       |       |       |       | 15.   | 17.   |       |
| Europameisterschaften                |       |       |       |       |       |       | 8.    |       |
| Estnische Meisterschaften            | 5.    |       | 1.    | 2.    | 3.    | 3.    | 1.    |       |
| Grand-Prix-Serie / Saison            | 16/17 | 17/18 | 18/19 | 19/20 | 20/21 | 21/22 | 22/23 | 23/24 |
| Skate America                        |       |       |       |       |       |       | 11.   |       |
| Skate Canada                         |       |       |       |       |       |       |       | 11.   |
| Challenger-Serie + Sonstige / Saison | 16/17 | 17/18 | 18/19 | 19/20 | 20/21 | 21/22 | 22/23 | 23/24 |
| Cup of Austria                       |       |       |       |       |       | 4.    |       |       |
| Denis Ten Memorial Challenge         |       |       |       |       |       | 7.    |       |       |
| Golden Spin                          |       |       |       |       |       | 14.   |       |       |
| Ice Star                             |       |       |       | 5.    |       |       |       |       |
| Nebelhorn Trophy                     |       |       |       |       | 9.    |       |       |       |
| Finlandia Trophy                     |       |       |       |       |       |       |       | 5.    |
| Budapest Trophy                      |       |       |       |       |       |       |       | 4.    |
| Challenge Cup                        |       |       |       |       |       | 2.    |       | 11.   |
| Tallink Hotels Cup                   |       |       |       | 6.    |       |       |       |       |
| Tallinn Trophy                       |       |       |       | 1.    |       |       |       |       |
| Mentor Toruń Cup                     |       |       |       | 4.    |       |       |       |       |
| Juniorenmeisterschaft / Saison       | 16/17 | 17/18 | 18/19 | 19/20 | 20/21 | 21/22 | 22/23 | 23/24 |
| Juniorenweltmeisterschaften          |       |       | 27.   |       |       | 6.    |       |       |
| Junior Grand Prix Österreich         |       |       |       |       |       | 6.    |       |       |
| Junior Grand Prix Belarus            |       | 15.   |       |       |       |       |       |       |
| Junior Grand Prix Tschechien         |       |       | 11.   |       |       |       |       |       |
| Junior Grand Prix Estland            | 24.   |       |       |       |       |       |       |       |
| Junior Grand Prix Italien            |       |       |       | 9.    |       |       |       |       |
| Junior Grand Prix Lettland           |       | 18.   |       |       |       |       |       |       |
| Junior Grand Prix Litauen            |       |       | 12.   |       |       |       |       |       |
| Junior Grand Prix Russland           |       |       |       | 10.   |       | 6.    |       |       |
| EYOF                                 |       |       | 2.    |       |       |       |       |       |
| Egna Trophy                          | 3.    |       |       |       |       |       |       |       |
| Ice Star                             |       |       | 9.    |       |       |       |       |       |
| Lombardia Trophy                     | 9.    |       |       |       |       |       |       |       |
| Tallink Hotels Cup                   |       | 1.    |       |       |       |       |       |       |
| Tallinn Trophy                       | 9.    | 11.   | 5.    |       |       |       |       |       |
| Volvo Open Cup                       | 13.   | 10.   |       |       |       |       |       |       |
| Estnische Juniorenmeisterschaften    | 3.    | 2.    | 1.    | 2.    |       | 1.    |       |       |